# Pontificio comitato per i congressi eucaristici internazionali
Il Pontificio comitato per i congressi eucaristici internazionali (in latino Pontificius Comitatus Eucharisticis Internationalibus Conventibus provehendis) è un organismo della Curia romana.

## Storia
Fu costituito nel 1879 da papa Leone XIII.
Un nuovo statuto che modificò la fisionomia del comitato fu approvato il 24 dicembre 2009 da papa Benedetto XVI.

## Funzioni
L'opera di questo pontificio comitato consiste nel far meglio conoscere, amare e servire Gesù Cristo nel suo mistero eucaristico, centro della vita della Chiesa cattolica e della sua missione per la salvezza del mondo. Il suo compito è quello di promuovere la preparazione e la celebrazione periodica dei congressi eucaristici internazionali.
Perché ciò avvenga, è richiesto alle Conferenze episcopali e ai Sinodi patriarcali di nominare delegati nazionali che abbiano la responsabilità di preparare i congressi e di costituire i "Comitati eucaristici nazionali" (solo sotto approvazione dell'autorità ecclesiastica).
Favorisce anche tutte quelle attività, sempre in accordo con l'etica della Chiesa, che hanno lo scopo di aumentare la partecipazione al mistero eucaristico.

## Cronotassi

### Presidenti
- Cardinale Opilio Rossi † (8 aprile 1984 - 3 gennaio 1991 ritirato)
- Cardinale Edouard Gagnon † (3 gennaio 1991 - marzo 2001 dimesso)
- Cardinale Jozef Tomko † (23 ottobre 2001 - 1º ottobre 2007 ritirato)
- Arcivescovo Piero Marini (1º ottobre 2007 - 13 settembre 2021 ritirato)
- Presbitero Corrado Maggioni, S.M.M, dal 13 settembre 2021

### Vicepresidenti
- Abate Sighard Kleiner, O. Cist. (1983 - 1985 dimesso)
- Cardinale Bernardin Gantin (1983 - 1989 dimesso)

### Segretari
- Presbitero Ferdinand Pratzner, S.S.S. (1983 - 2008 dimesso)
- Presbitero Vittore Boccardi, S.S.S., dal 1º ottobre 2008